# Egis Rail
 (janvier 2017).
Egis Rail est une filiale du groupe Egis, spécialisée dans l’ingénierie des transports urbains guidés et ferroviaires : systèmes, automatisme, matériels roulants, sécurité, équipements, génie civil, environnement. Depuis plus de 50 ans, Egis Rail conduit des projets en France et à l'international.
En 2021, Egis Rail a réalisé un chiffre d'affaires de 304 millions d'euros et compte 2 100 salariés répartis dans le monde. 

## Histoire
Egis Rail a été créée en 1968 par René Waldmann sous le nom de Semaly (Société d'économie mixte de l'agglomération Lyonnaise) pour la création du métro de la ville de Lyon. L’entreprise lyonnaise, émanation de la Société lyonnaise des transports en commun (SLTC), était une société d’économie mixte, mi publique mi privée.
À la fin des années 1970 après la mise en service de la première ligne du métro de Lyon, un nouveau mode de transport est revenu sur le devant de la scène : le tramway. La Semaly a donc décidé de se diversifier dans cette nouvelle activité, en commençant par les tramways de Nantes et Grenoble. 
En 1992, la Semaly est devenue une société privée tout en gardant son acronyme (SEM) pour ne pas perdre sa notoriété. Les actionnaires étaient d’une part le groupe Scetauroute, Bechtel, la SERL et la SNCF. Ensuite, en 2001, la Semaly décide de racheter la société du métro de Marseille (SMM).
En 2004, un groupement d’intérêt économique (GIE) est constitué par apport de moyens des deux sociétés : Scetauroute et la Semaly, lesquelles ne fusionnent pas et poursuivent leurs activités. L’acte fondateur de la société était l’obtention d’un lot de maîtrise d’œuvre complète — génie civil et équipements ferroviaires — d'une ligne de 60 km sur la branche Est de la LGV Rhin-Rhône. Egis avait répondu par un groupement réunissant Scetauroute et la Semaly qui s'appelait Egis Rail Rhin-Rhône et n’était alors qu’une marque. 
Le 1er juin 2007, le département ferroviaire de Scetauroute (entreprise du groupe Egis) et la Semaly fusionnent officiellement sous le nom d'Egis Rail. Depuis 2007, Egis Rail est donc une filiale à part entière du groupe Egis, spécialisée dans l'ingénierie des transports urbains et ferroviaires. 
En 2009, Egis Rail acquiert Sintra, une entreprise spécialisée dans la signalisation et en 2011, Egis Rail intègre Egis Vega Brésil. En 2020 Egis Rail prend une participation majoritaire au capital d’Est Signalisation, une entreprise de travaux en signalisation ferroviaire.
En 2021, Egis Rail acquiert la société anglo-saxonne CPMS TOPCO et sa branche opérationnelle Collaborative Project Management Services (CPMS) Limited spécialisée dans la réalisation de projets ferroviaires renforcant ainsi sa présence au Royaume-Uni. Elle acquiert également la société australienne Indec, spécialisée dans le conseil stratégique, la gestion de projets et l’assistance technique, avec l'ambition du groupe Egis de devenir un acteur clé du marché des infrastructures en Océanie.
En 2022, Egis Rail, via sa filiale Est signalisation, acquiert NordSignal, située à Arras et spécialisée dans les travaux en signalisation ferroviaire. Cette société intervient principalement en contrôle auprès des entreprises de travaux. Une acquisition qui renforce ainsi l’expertise d’Egis Rail dans le domaine de la signalisation ferroviaire.

## Réalisations

### Ferroviaires
- Ligne à grande vitesse Kénitra-Tanger au Maroc[8]
- Tren Maya au Mexique[9]
- Partenariat de service (SPF) Network Rail au Royaume-Uni[10]
- Ligne à grande vitesse Sud Europe Atlantique[11]

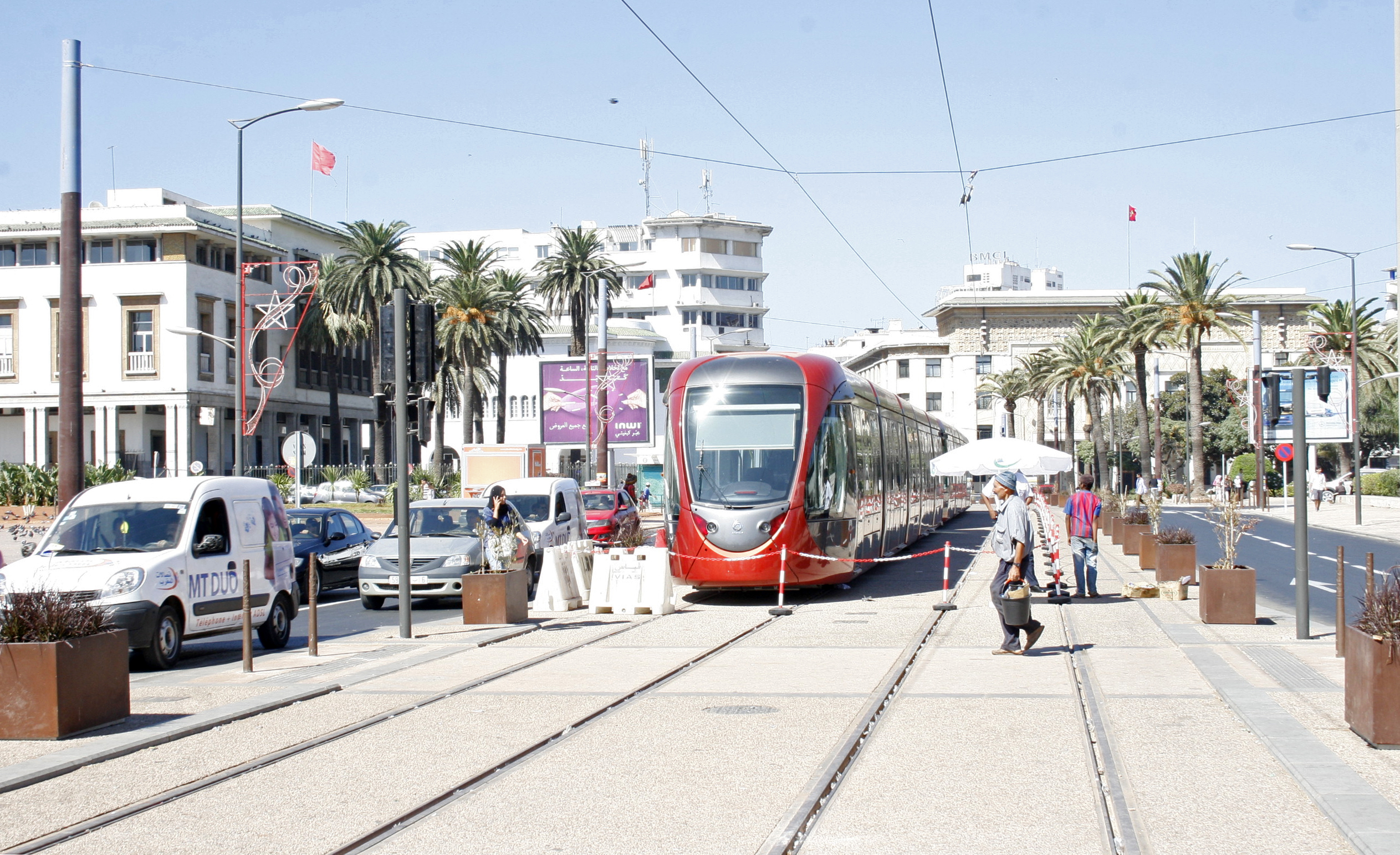
Tramway de Casablanca

### Tramways
- Tramway de Kista en Suède[12]
- Tramway de Casablanca au Maroc [13]
- Tramway du Luxembourg[14]
- Tramway de Besançon[15]
- Tramway de Nice, lignes T2/T3/T4/T5[16]

### Métros

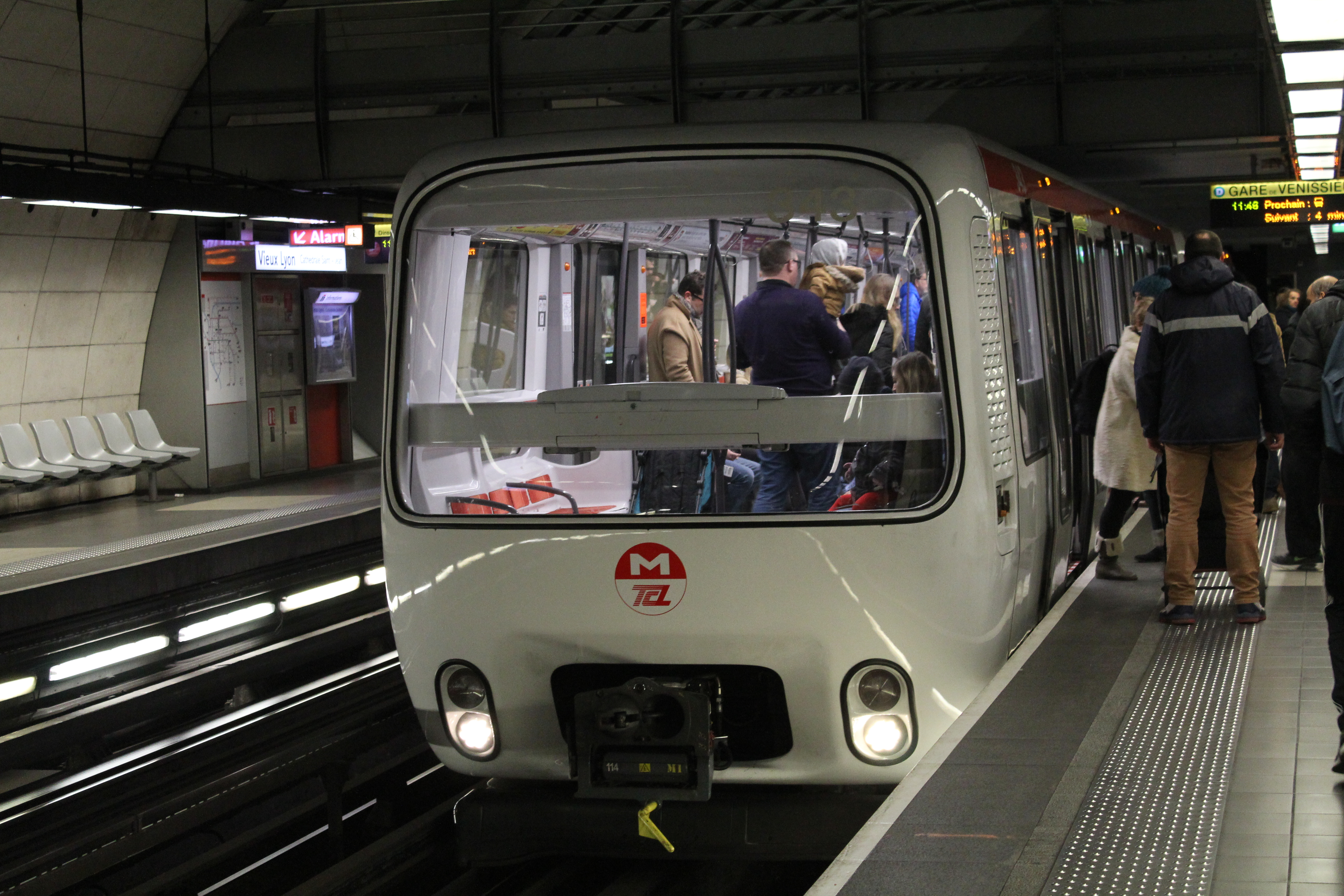
Métro de Lyon

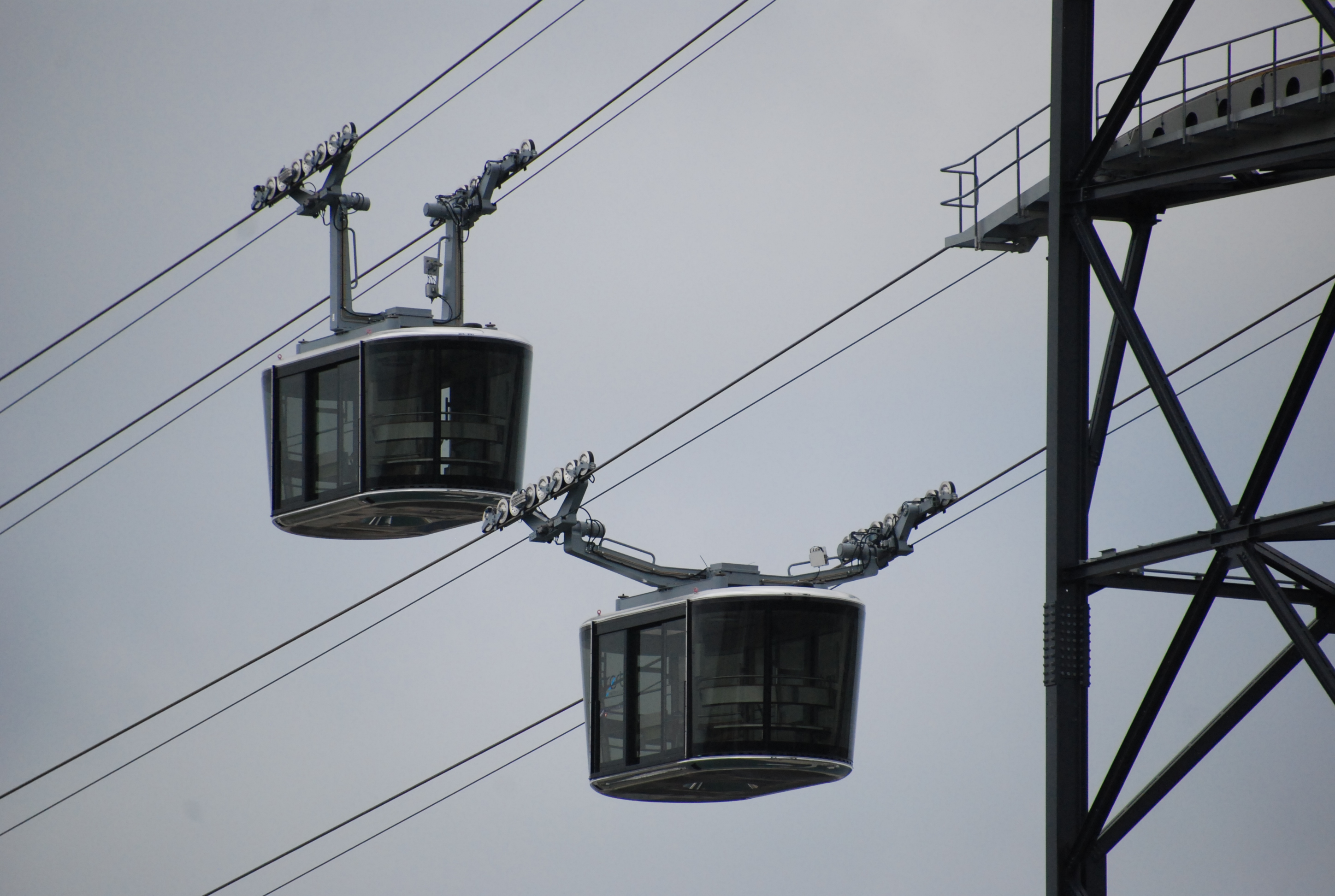
Téléphérique de Brest

- Métro de LyonTéléphérique de BrestMétro du Grand Paris Express lignes 15, 16, 17 et 18[17]
- Métro de Lyon[18] : Lignes A, B, C, D et extension de la ligne B jusqu’à Hôpitaux-Sud[19]
- Métro de Santiago, Chili : Ligne 7[20],[21]
- Métro de Riyad, Arabie Saoudite[22]
- Métro de Doha, Qatar[23]

### Transports par câble
- Transport par câble de La Réunion[24]
- Transport par câble de Grenoble[25]
- Transport par câble : Câble 1 d’Île-de-France[26]
- Transport par câble de Brest[27].

En 2018, l'entreprise est critiquée par plusieurs ONG (notamment la Fédération internationale pour les droits humains) et des syndicats français (Confédération générale du travail, Confédération française démocratique du travail, Solidaires) pour sa participation, conjointement à Systra et Alstom, au projet d'extension du tramway de Jérusalem vers Jérusalem-Est (occupée et administrée par Israël), critiqué comme participant à la colonisation des territoires palestiniens,,.

## Critiques
Egis Rail figure dans la liste des entreprises ayant des opérations dans les territoires occupés illégalement par l'État d'Israël en territoire palestinien.